# Jacques Chonchol
Jacques Chonchol Chait, né le 12 mars 1926 à Santiago au Chili et mort le 5 octobre 2023 dans la même ville, est un agronome et homme politique chilien. Il est ministre de l'Agriculture entre le 3 novembre 1970 et le 2 novembre 1972.
Proche de la démocratie chrétienne pendant le mandat d'Eduardo Frei Montalva, il participe à la scission de l'aile gauche du Parti démocrate-chrétien et rejoint le MAPU. Devenu dirigeant du parti, il rallie Salvador Allende. Il devient ministre de l'Agriculture en novembre 1970, chargé de mettre en place la réforme agraire. En août 1971, par refus de la ligne marxiste-léniniste, il participe à la création de la Gauche chrétienne (es), un parti socialiste chrétien et inspiré par la théologie de la libération.
Contraint à l'exil par le coup d'État de 1973, il rejoint la France grâce à son amitié avec le géographe Pierre Monbeig. Il enseigne et devient directeur de l'Institut des hautes études de l'Amérique latine et se spécialise sur les questions agraires en Amérique latine.
Il retourne au Chili en 1994 et continue à participer au débat public, en tant qu'intellectuel critique du système néolibéral, consulté par des organisations altermondialistes.

## Biographie

### Famille et études
Jacques Chonchol est né à Santiago. Il étudie l'agronomie à l'Université du Chili. Pendant ses études, dans les années 1940, il est influencé par les idées de Jacques Maritain, d’Emmanuel Mounier et du père Louis-Joseph Lebret et rejoint la Phalange nationale.
Diplômé d'agronomie en 1949, il travaille ensuite comme administrateur du domaine Los Silos de Pirque. Il accède à une bourse de l'Université de Paris et obtient un doctorat en viticulture, en plus d'étudier les sciences politiques.
De retour au Chili, il travaille au Ministère des Terres et de la Colonisation. Il est affecté à un projet d'étude et d'exploitation dans la région d'Aysén et de l'Archipel de Chiloé. Ensuite, il travaille à la Direction de l'économie agricole du ministère de l'Agriculture. Il repart à l'étranger, grâce à une bourse des Nations unies, il étudie l'économie à Londres , en se concentrant sur les problèmes liés à l'agriculture. Il a fréquemment travaillé pour la FAO et la CORFO , ce qui l'amène à fréquemment voyager à l'étranger.

### Parcours politique
Membre du Parti démocrate-chrétien dès sa fondation en 1957, Jacques Chonchol assume la vice-présidence de l'Institut de développement agricole du Chili (es) à partir de 1964, sous le mandat présidentiel d'Eduardo Frei Montalva.
Il dirige l'ensemble du processus de réforme agraire, participant à l'élaboration d'une loi. En 1965, il se rend au nom du gouvernement à une réunion de la FAO qui s'est tenue à Rome .
Pendant son mandat à l'Institut de développement agricole, le Parti démocrate-chrétien adopte en 1967 au Congrès une réforme agraire, basée sur un mode de production capitaliste, souhaitant améliorer la productivité des paysans. La loi a permis une expropriation des terres rendues à des familles, la participation des paysans aux décisions et l'augmentation considérable des organisations syndicales paysannes.
Néanmoins, en tant que l'un des idéologues de la voie non capitaliste du développement agricole, qui cherchait à transformer les agglomérations rurales en « bien commun », opposé à l'amélioration des conditions de la bourgeoisie paysanne. Il entre en conflit avec la position modérée d'Eduardo Frei Montalva, qui le conduit à s'éloigner de la position du gouvernement. En 1969, il démissionne de ses fonctions de vice-président.
Il participe à la création du Mouvement d'action populaire unitaire (MAPU) en mai 1969, le nouveau parti, en scission du Parti démocrate-chrétien, affirme que la démocratie chrétienne doit s'orienter à gauche, dans une perspective marxiste-léniniste.

#### Candidat du MAPU à la présidentielle et ralliement à Allende
Lors du congrès fondateur du parti du Mouvement d'action populaire unitaire en août 1969, Jacques Chonchol mène le courant favorable à une discussion avec le Parti socialiste, le Parti communiste et le Parti radical, qui aboutira à la création de l'Unité populaire quelques mois plus tard, opposé à un courant ne souhaitant pas participer aux élections de 1970.
Le courant favorable aux discussions à gauche l'emporte et Jacques Chonchol est nommé Secrétaire général du parti et ensuite désigné par le parti comme candidat à la présidence de la République pour l'élection de 1970. Lors d'une réunion des partis de l'Unité populaire qui doit définir le candidat de la gauche, il retire sa candidature en décembre 1969, qui facilite la candidature unique de Salvador Allende.

#### Ministre de l'Agriculture et mise en place de la réforme agraire (1970 - 1972)
Lorsque Salvador Allende est élu président, le 3 novembre 1970, Jacques Chonchol est nommé ministre de l'Agriculture. Il  est notamment chargé d'approfondir la réforme agraire, notamment d'accélérer les expropriations et transformer les terres en coopératives régionales. L'autre objectif du gouvernement d'Allende fut également d'augmenter le niveau de vie des paysans pauvres, avec un programme d'investissement étatique. Pendant la mise en place de la réforme, de nombreuses propriétés sont expropriées, par l'intermédiaire du rachat par la Corporation de la réforme agraire (es) ou par la pression avec la saisie de fonds.
Néanmoins, par la promesse de l'Unité populaire de ne mener aucune action de répression envers les paysans, il y a eu une forme de radicalisation par la base. Les paysans, parfois partisans de l'Unité populaire, ont déclenché des occupations de terres et d'usines, pour lutter contre la bourgeoisie paysanne et les grands propriétaires terriens. L'objectif est une expropriation populaire, certains jugeant l'action du gouvernement trop lente. Ces différentes occupations et actions paysannes ont provoqué de nombreux morts.

#### Création de la Gauche chrétienne, parti influencé par la théologie de la libération
Tandis que Jacques Chonchol est ministre de l'Agriculture au sein du gouvernement de Salvador Allende et s'attache à mettre en place la réforme agraire portée par l'Unité populaire, il participe à la création du nouveau parti de la Gauche chrétienne (es) en juillet 1971. Il démissionne du Mouvement d'action populaire unitaire le mois suivant, en août,.
Les fondateurs de ce nouveau parti rejettent la ligne marxiste-léniniste développée par le MAPU, préférant se rallier aux idées du socialisme et de l'humanisme chrétien. Le parti est influencé par la théologie de la libération et le mouvement des Chrétiens pour le socialisme (es).